# Rishi
Rishi (Sanskrit, ṛṣi) är en vis, religiös auktoritet inom hinduismen. Rishi finns beskriven i Vedan.